# Скотт Тауншип (округ Лоуренс, Пенсільванія)
Скотт Тауншип (англ. Scott Township) — селище (англ. township) в США, в окрузі Лоуренс штату Пенсільванія. Населення — 2176 осіб (2020).

## Демографія
Згідно з переписом 2010 року, у селищі мешкало 2347 осіб у 881 домогосподарстві у складі 690 родин. Було 962 помешкання
Расовий склад населення:
| - 99,1 % — білих - 0,3 % — азіатів - 0,1 % — чорних або афроамериканців |

До двох чи більше рас належало 0,3 %. Частка іспаномовних становила 0,3 % від усіх жителів.
За віковим діапазоном населення розподілялося таким чином: 22,8 % — особи молодші 18 років, 64,6 % — особи у віці 18—64 років, 12,6 % — особи у віці 65 років та старші. Медіана віку мешканця становила 42,3 року. На 100 осіб жіночої статі у селищі припадало 98,1 чоловіків;  на 100 жінок у віці від 18 років та старших — 97,5 чоловіків також старших 18 років.
Середній дохід на одне домашнє господарство  становив 63 910 доларів США (медіана — 59 837), а середній дохід на одну сім'ю — 70 279 доларів (медіана — 63 929). Медіана доходів становила 46 307 доларів для чоловіків та 32 443 долари для жінок. За межею бідності перебувало 13,8 % осіб, у тому числі 18,7 % дітей у віці до 18 років та 8,2 % осіб у віці 65 років та старших.
Цивільне працевлаштоване населення становило 1067 осіб. Основні галузі зайнятості: освіта, охорона здоров'я та соціальна допомога — 21,0 %, виробництво — 15,5 %, транспорт — 11,3 %, науковці, спеціалісти, менеджери — 9,7 %.